# Волинська сільська рада
Воли́нська сільська́ ра́да — адміністративно-територіальна одиниця та орган місцевого самоврядування в Каховському районі Херсонської області. Адміністративний центр — селище Волинське.

## Загальні відомості
Волинська сільська рада утворена в 1934 році.
- Територія ради: 89,644 км²
- Населення ради: 860 осіб (станом на 2001 рік)

## Населені пункти
Сільській раді були підпорядковані населені пункти:
- с-ще Волинське
- с-ще Остапенка

## Склад ради
Рада складалася з 14 депутатів та голови.
- Голова ради:

### Керівний склад попередніх скликань
| Прізвище, ім'я, по батькові | Основні відомості                                                                     | Дата обрання | Дата звільнення |
| --------------------------- | ------------------------------------------------------------------------------------- | ------------ | --------------- |
| Нізкіх Андрій Григорович    | Сільський голова, 1964 року народження, член Всеукраїнського об'єднання «Батьківщина» | 26.03.2006   | 31.10.2010      |

Примітка: таблиця складена за даними сайту Верховної Ради України

### Депутати
За результатами місцевих виборів 2010 року депутатами ради стали:

#### За суб'єктами висування
| Суб'єкт висування                                       | Кількість обраних депутатів | %    |
| ------------------------------------------------------- | --------------------------- | ---- |
| Партія регіонів                                         | 5                           | 35,7 |
| Політична партія Всеукраїнське об'єднання «Батьківщина» | 5                           | 35,7 |
| Самовисування                                           | 3                           | 21,4 |
| Комуністична партія України                             | 1                           | 7,1  |

#### За округами
| № округу                                                | Прізвище, ім'я, по батькові    | Дата визнання обраним | Освіта  | Партійна приналежність                        | Відомості про обраного депутата                        |
| ------------------------------------------------------- | ------------------------------ | --------------------- | ------- | --------------------------------------------- | ------------------------------------------------------ |
| Комуністична партія України                             |                                |                       |         |                                               |                                                        |
| 3                                                       | Тимофєєв Микола Олексійович    | 02.11.2010            | середня | член Комуністичної партії України             | Агрофірма «Агротекс-Миколаїв», водій                   |
| Партія регіонів                                         |                                |                       |         |                                               |                                                        |
| 2                                                       | Нізкіх Світлана Михайлівна     | 02.11.2010            | середня | член Партії регіонів                          | Волинська сільська бібліотека, бібліотекар             |
| 10                                                      | Охріменко Оксана Віталіївна    | 02.11.2010            | середня | член Партії регіонів                          | тимчасово не працює                                    |
| 12                                                      | Краєва Тетяна Олександрівна    | 02.11.2010            | середня | член Партії регіонів                          | приватний підприємець                                  |
| 13                                                      | Щепка Ірина Анатоліївна        | 02.11.2010            | середня | член Партії регіонів                          | тимчасово не працює                                    |
| 14                                                      | Крючковський Леонід Григорович | 02.11.2010            | середня | член Партії регіонів                          | тимчасово не працює                                    |
| Політична партія Всеукраїнське об'єднання «Батьківщина» |                                |                       |         |                                               |                                                        |
| 4                                                       | Круглова Віра Михайлівна       | 02.11.2010            | середня | член Всеукраїнського об'єднання «Батьківщина» | Волинська сільська рада, секретар                      |
| 5                                                       | Мартинюк Неля Анатоліївна      | 02.11.2010            | вища    | член Всеукраїнського об'єднання «Батьківщина» | тимчасово не працює                                    |
| 8                                                       | Чайка Надія Василівна          | 02.11.2010            | середня | член Всеукраїнського об'єднання «Батьківщина» | приватний підприємець                                  |
| 9                                                       | Сєрова Світлана Анатоліївна    | 02.11.2010            | середня | член Всеукраїнського об'єднання «Батьківщина» | Волинська сільська рада, податковий інспектор          |
| 11                                                      | Лесовюк Лілія Вікторівна       | 02.11.2010            | середня | член Всеукраїнського об'єднання «Батьківщина» | Волинська загальноосвітня школа ст. I-III, бібліотекар |
| Самовисування                                           |                                |                       |         |                                               |                                                        |
| 1                                                       | Здрачук Лілія Василівна        | 02.11.2010            | вища    | позапартійна                                  | Волинська загальноосвітня школа ст. I-III, вчитель     |
| 6                                                       | Зайцева Ольга Олексіївна       | 02.11.2010            | вища    | член Партії регіонів                          | Волинська загальноосвітня школа ст. I-III, вчитель     |
| 7                                                       | Зайцев Едуард Володимирович    | 02.11.2010            | вища    | член Партії регіонів                          | Волинська загальноосвітня школа ст. I-III, вчитель     |